# ダゲレオタイプの女
『ダゲレオタイプの女』（ダゲレオタイプのおんな、原題: La Femme de la plaque argentique）は、2016年のフランス・ベルギー・日本合作の恋愛ホラー映画。監督は黒沢清、主演はタハール・ラヒム、コンスタンス・ルソー、オリヴィエ・グルメ、マチュー・アマルリック、マリク・ジディが務めている。

## あらすじ
青年ジャン（タハール・ラヒム）は、パリ郊外の古屋敷に住まう写真家ステファン（オリヴィエ・グルメ）の助手になる。ステファンは、娘であるマリー（コンスタンス・ルソー）をモデルに、170年前に開発された写真撮影技術ダゲレオタイプの再現にいそしんでいる。マリーは長時間の拘束を要するこの撮影方法を受け入れつつも、自立した人生を送りたいと思っている。そして、ジャンはそんなマリーに惹かれていく。
植物を愛し、植物園で働きたいと望むマリーのもとに、トゥールーズの植物園から手紙が届く。マリーは面接を受けることが決まったとジャンに伝えて、喜びを分かち合う。
ステファンの亡き妻ドゥーニーズ（ヴァレリ・シビラ）は、かつてダゲレオタイプのモデルを務めていたが、屋敷に隣接する温室で首吊り自殺を遂げた。以後、ドゥーニーズの幽霊がステファンの前に現れて、彼の心を苛んでいる。
バーに立ち寄ったジャンは、ステファンの旧友ヴァンサン（マチュー・アマルリック）と偶然に出会う。そこにはヴァンサンの従弟トマ（マリク・ジディ）が同席していた。土地開発業者であるトマは、ステファンの屋敷の土地が500万ユーロか600万ユーロの高値で売れることをジャンに告げる。後日、トマがステファンの屋敷を訪ねてくるが、ステファンは怒り、トマを追い返す。
ある夜、マリーは屋敷の階段から転落する。ジャンは彼女を車に乗せて、急いで病院へと向かう。道中、2人が乗った車は湖畔でスピンする。運転席に座ったジャンが後ろを振り返ると、後部座席に横たわっていたはずのマリーの姿が忽然と消えている。訝しみながら自宅のアパートメントに帰り着いたジャンは、マリーに迎えられる。一方、ステファンはマリーが死んだと思い、絶望に打ひしがれる。
ジャンとマリーは、ステファンにはマリーが死んだと思わせておき、屋敷の土地を手放させようとする。ジャンはステファンの署名を真似て、土地の売却のための書類を提出する。しかし、署名の偽造に気づいたトマは書類の受け取りを拒否する。
ジャンはステファンの屋敷を訪れて、マリーが実は生きているのだと告げる。それを聞いたステファンは、拳銃で自らの頭部を打って自殺する。その直後、トマが屋敷を訪ねてくる。ステファンの手から滑り落ちた拳銃を拾い上げたジャンは、トマを射殺する。
ジャンとマリーは車に乗り、田舎へと向かう。ジャンは、路上に落ちていた針金を拾い上げて、即席の結婚指輪をこしらえる。無人の教会に忍び込んだ2人は祭壇で愛を誓い合い、ジャンはマリーの薬指に指輪をはめる。そこへ神父が入ってきて、すぐに退出するよう告げる。振り返ったジャンは隣に視線を戻すが、マリーの姿が見当たらなくなっている。ジャンは教会を立ち去り、車を走らせる。
ジャンを乗せた車が田舎道で停まる。ハンドルを握ったジャンの両手が震えている。助手席に向かって会話を交わした後、ジャンは家に帰ることを決心する。彼は「良い旅だった」と微笑み、車のエンジンをかけるのであった。

## キャスト
- タハール・ラヒム - ジャン
- コンスタンス・ルソー - マリー
- オリヴィエ・グルメ - ステファン
- マチュー・アマルリック - ヴァンサン
- マリク・ジディ - トマ
- ヴァレリ・シビラ - ドゥーニーズ
- ジャック・コラール - ルイ

## 上映
2016年9月11日、第41回トロント国際映画祭のプラットフォーム部門にて、本作のワールド・プレミア上映が行われた。日本では、9月15日にヒューマントラストシネマ渋谷でプレミア上映が行われて、10月15日に一般公開された。9月24日から10月28日までのあいだ、本作の公開を記念した「フランス幻想怪奇映画特集」がアンスティチュ・フランセ東京にて開催された。10月8日、第21回釜山国際映画祭のガラプレゼンテーション部門にて上映された。同映画祭では、黒沢清のハンドプリンティング（手形取り）も行われており、これは日本人の映画監督としては北野武、今村昌平、鈴木清順、若松孝二に続く5人目のことである。10月27日、第29回東京国際映画祭のJapan Now部門にて上映された。

## 評価
本作に5点満点の3点を与えている宇田川幸洋は、「写真と死の関連をめぐる展開は、幽霊もからみ、ぞくっとさせる怪奇味がせまる」と評価したが、「後半、それまで視点人物に徹していたジャンが、下世話な犯罪者に転じると、まるで陳腐になる」と批判した。川口敦子は、コンスタンス・ルソーの「この世ばなれした存在感、遠慮がちに佇む様子、ちろちろと蝋燭の灯が揺れるように震える瞳」を称賛し、また、「死者との恋に孤独を癒す青年の切なさ」が本作の中心にあると指摘した。